# Storseglbevarer (Storbritannien)
Storseglbevarer eller Lordseglsbevarer (engelsk: Lord Privy Seal) er en ærespost i den britiske regering.

## Engelske, senere britiske storseglbevarere
Denne liste er ufuldstændig; hjælp gerne med at udfylde den.
- 1530–1536: Thomas Boleyn, 1. jarl af Wiltshire
- 1536–1540: Thomas Cromwell, 1. jarl af Essex
- 1542–1555: John Russell, 1. jarl af Bedford
- 1558–1571: Nicholas Bacon
- 1761 – 1763: John Russell, 4. hertug af Bedford
- 1766 – 1968 og 1768:  William Pitt den ældre
- 1771 – 1775 og 1782 – 1783:Augustus FitzRoy, 3. hertug af Grafton
- februar – oktober 1806: Henry Addington, 1. viscount Sidmouth
- 1828 – 1829: Edward Law, 1. jarl af Ellenborough
- 1833 – 1834: Frederick John Robinson, 1. viscount Goderich
- 1841 – 1842: Richard Temple-Grenville, 2. hertug af Buckingham og Chandos
- 1855 – 1858: Dudley Ryder, 2. jarl af Harrowby
- 1876 – 1878: Benjamin Disraeli, 1. jarl af Beaconsfield
- marts – juni 1885:  Archibald Philip Primrose, 5. jarl af Rosebery
- 1885 – 1886: Dudley Ryder, 3. jarl af Harrowby
- februar – juli 1886 og 1892 – 1894: William Gladstone
- 1900 – 1902: Robert Gascoyne-Cecil, 3. markis af Salisbury
- 1902 – 1903: Arthur Balfour
- 1919 – 1921: Andrew Bonar Law
- 1921 – 1922: Austen Chamberlain
- 1932 – 1933: Stanley Baldwin
- 1933 – 1935: Anthony Eden
- 1935 – 1937: Edward Wood, 1. jarl af Halifax
- 1939 – 1940: Samuel Hoare
- maj 1940 – februar 1942: Clement Attlee
- februar – november 1942: sir Stafford Cripps
- marts – april 1951: Ernest Bevin
- 1955 – 1959: Rab Butler
- 1960 – 1963: Edward Heath
- 1992 – 1992: David Waddington, baron Waddington
- 2006 – 2007: Jack Straw
- 2007 – 2010: Harriet Harman
- 2010 – 2012: George Young
- 2012 – 2014: Andrew Lansley
- 2014 – 2016: Tina Stowell
- 2016 – 2022: Natalie Evans
- 2022 – : Lord True